# Liste der Naturdenkmale in Hirschberg an der Bergstraße
| Naturdenkmale | Anzahl |
| ------------- | ------ |
| FND           | 0      |
| END           | 6      |
| Gesamt        | 6      |

Die Liste der Naturdenkmale in Hirschberg an der Bergstraße nennt die verordneten Naturdenkmale (ND) der im baden-württembergischen Rhein-Neckar-Kreis liegenden Gemeinde Hirschberg an der Bergstraße. In Hirschberg an der Bergstraße gibt es insgesamt sechs als Naturdenkmal geschützte Objekte, keines ist ein flächenhaftes Naturdenkmal (FND), alle sind Einzelgebilde-Naturdenkmale (END).
Stand: 31. Oktober 2016.

## Einzelgebilde (END)
| Name                              | Bild | Kennung     | Einzelheiten                 | Position | Fläche Hektar | Datum         |
| --------------------------------- | ---- | ----------- | ---------------------------- | -------- | ------------- | ------------- |
| Roßkastanie bei kath. Kirche      | BW   | 82261070003 | Hirschberg an der Bergstraße | ⊙        | 0,0           | 26. Feb. 2004 |
| Sommerlinde Altes Wasserreservoir | BW   | 82261070005 | Hirschberg an der Bergstraße | ⊙        | 0,0           | 26. Feb. 2004 |
| Stieleiche Großsachsen            | BW   | 82261070006 | Hirschberg an der Bergstraße | ⊙        | 0,0           | 26. Feb. 2004 |
| Winterlinde bei kath. Kirche      | BW   | 82261070002 | Hirschberg an der Bergstraße | ⊙        | 0,0           | 26. Feb. 2004 |
| Winterlinde                       | BW   | 82261070001 | Hirschberg an der Bergstraße | ⊙        | 0,0           | 26. Feb. 2004 |
| 2 Bergahorn bei kath. Kirche      | BW   | 82261070004 | Hirschberg an der Bergstraße | ⊙        | 0,0           | 26. Feb. 2004 |
| Legende für Naturdenkmal          |      |             |                              |          |               |               |